# Arrocha
L'arrocha è un genere musicale nato a Bahia, in Brasile, negli anni 2000. L'arrocha aggiunge tecnobrega, la percussione dell'axé con l'uso della batteria e forte influenza del forró elettronico con l'evidente uso della chitarra elettrica.